# Samtgemeinde Radolfshausen
La comunità amministrativa di Radolfshausen (Samtgemeinde Radolfshausen) si trova nel circondario di Gottinga nella Bassa Sassonia, in Germania.

## Suddivisione
Comprende 5 comuni:
1. Ebergötzen
2. Landolfshausen
3. Seeburg
4. Seulingen
5. Waake

Il capoluogo è Ebergötzen.